# Félix Sesúmaga
Félix Sesúmaga Ugarte (Leioa, 12 de outubro de 1898 - 24 de agosto de 1925) foi um futebolista profissional espanhol, medalhista olímpico.
Félix Sesúmaga  representou seu país nos Jogos Olímpicos de Verão de 1920, na Antuérpia, ganhando a medalha de prata.